# Gamasomorpha taprobanica
Gamasomorpha taprobanica är en spindelart som beskrevs av Simon 1893. Gamasomorpha taprobanica ingår i släktet Gamasomorpha och familjen dansspindlar. Inga underarter finns listade i Catalogue of Life.